# Список заслуженных мастеров спорта России по триатлону
Звание «заслуженный мастер спорта России» учреждено в 1992 году; первыми заслуженными мастерами спорта России по триатлону стал в 2014 году первый российский чемпион Европы на олимпийской дистанции Иван Васильев.

## Список

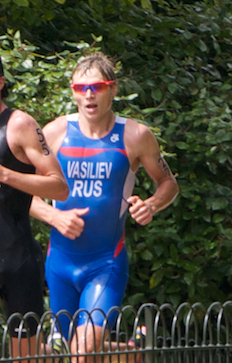
Иван Васильев
(фото 2012 года)

В списке у каждого ЗМС указываются:

 год рождения (или годы жизни);

 место жительства (субъект федерации) на момент присвоения звания;

 основные достижения на международной арене на момент присвоения звания. 

### 2014
29 апреля
- Васильев, Иван Михайлович (1984; Ярославская обл.) — чемпион Европы[исп.] 2013, бронзовый призёр КМ 2008[англ.], ЧЕ 2012 на олимпийской дистанции; чемпион Европы 2012, серебряный призёр ЧЕ 2009 в смешанной эстафете.

### 2015
13 марта
- Полянский, Дмитрий Андреевич (1986; Москва) — серебряный призёр ЧЕ 2014, бронзовый призёр Мировой серии 2012, ЧЕ 2011 на олимпийской дистанции; чемпион мира в эстафете[исп.] 2007; чемпион Европы 2012 в смешанной эстафете, бронзовый призёр ЧМ в смешанной эстафете[исп.] 2012.

30 июня
- Андреев, Павел Викторович[исп.] (1983; Красноярский край) — зимний триатлон: чемпион мира[фр.] 2011—2014, чемпион Европы[фр.] 2011, 2013, 2015, бронзовый призёр ЧМ 2010.

### 2018
20 июля
- Сурикова, Юлия Николаевна[исп.] (1982; Ярославская обл.) — зимний триатлон: чемпионка мира 2016, 2018, серебряный призёр ЧЕ 2016, бронзовый призёр ЧЕ 2010.

### 2019
4 декабря
- Брегеда, Дмитрий Олегович[исп.] (1987; Саратовская обл.) — зимний триатлон: чемпион Европы 2019, серебряный призёр ЧМ 2019, бронзовый призёр ЧМ 2014, ЧЕ 2013, 2015, 2017.

### 2023
4 апреля
- Рогозина, Дарья Андреевна[исп.] (1996; Кировская обл.) — зимний триатлон: чемпионка мира 2019, 2020, 2022, Европы 2019, 2022.